# قم تبة (مراغة)
قم‌ تبة هي قرية في مقاطعة مراغة، إيران. عدد سكان هذه القرية هو 190 في سنة 2006.